# Aléria
Aléria település Franciaországban, Haute-Corse megyében. Lakosainak száma 2239 fő (2022. január 1.). Aléria Tallone, Aghione, Antisanti, Ghisonaccia, Giuncaggio és Pancheraccia községekkel határos.

## Népesség
A település népességének változása:
| Lakosok száma | 1913 | 2410 | 2022 | 2002 | 2214 | 2249 | 2162 | 2185 | 2185 | 2239 |
|               | 1968 | 1982 | 1990 | 2006 | 2013 | 2015 | 2017 | 2019 | 2020 | 2022 |